# (35703) Lafiascaia
(35703) Lafiascaia (1999 FP10) – planetoida z pasa głównego asteroid okrążająca Słońce w ciągu 3,56 lat w średniej odległości 2,33 j.a. Odkryta 20 marca 1999 roku.